# Apteryx haastii
Il kiwi maculato maggiore (Apteryx haastii Potts, 1872) è un uccello della famiglia degli Apterigidi diffuso nell'Isola del Sud della Nuova Zelanda.

## Descrizione
Il maschio è alto tra 50 e 60 cm, con un peso che varia dai 1215 ai 2610 g, ed ha il becco lungo tra i 90 e i 100 mm.
La femmina presenta le stesse dimensioni ma pesa di più (1530-3270 g) e ha il becco più lungo, tra i 125 e i 135 mm.

## Distribuzione e habitat
La specie era in passato ampiamente diffusa in tutta l'Isola del Sud. Dopo la colonizzazione europea ha avuto un rapido declino e attualmente sopravvive, con popolazioni frammentate, tra la parte nord-occidentale della regione di Nelson e il distretto di Buller.
È stato inoltre introdotto nell'Isola della Piccola Barriera.

## Conservazione
Negli ultimi decenni la numerosità della popolazione ha subito un costante declino: nel 1996 si stimava una popolazione di circa 22.000 esemplari, ridottasi a 16.000 esemplari nel 2008.
La minaccia principale per la sua sopravvivenza è rappresentata dai predatori introdotti dall'uomo quali l'ermellino (Mustela erminea), il tricosuro volpino (Trichosurus vulpecula) nonché gatti, cani e maiali domestici.
La IUCN Red List classifica A. haastii come specie vulnerabile.